# 陳蕾士
陳蕾士（英語：:127，1918年5月5日—2010年1月12日），字伯桐，廣東潮州潮安庵埠镇官里村人，華裔古箏演奏家、中國傳統音樂學者、詩人、書法家。1937年起在東南亞多地擔任教師，1950年代移居馬來西亞，後曾於台灣、香港的高等院校任教，及在世界多地推廣中樂。

## 生平
關於陳蕾士的早年經歷，記載甚少。對於他的出生地點及早年活躍地區，說法不一；有些文獻指他出生於馬來西亞；亦有文獻記載了他早年在家鄉潮州地區的事跡；對其生平搜集最為仔細的台灣學者樊慰慈則明言潮州庵埠是出生地；吳贛伯《二十世紀香港中樂史稿》則既指他出生於馬來西亞，又指他1951年移居馬來西亞；而其女兒陈琬南曾提到「父亲与母亲从中国南来，第一个所到的地方就是马六甲」；對其在東南亞事跡記載最為詳細的麻坡中化中学校史館網頁，也提及因中國大陸戰亂而避居東南亞，庵埠則被指為祖籍，未有具體提到出生地點。
據樊慰慈之整理，陳蕾士出生於潮州庵埠，11歲起學習古箏，師承未明；古琴技藝則師承嶺南派名家招學庵；曾與潮州樂器製作師蔡春福參加汕頭南薰絲竹社。後赴燕京大學修讀文學及歷史，擁有該校文學士學位。年青時期已常在廣播電台演講及演奏樂曲。1937年中國抗日戰爭全面爆發，他避居東南亞，曾於多地中小學校任教，包括在馬六甲聖瑪利亞學校出任校長四年，在蘇門答臘占碑中華學校出任教務主任兩年，在新加坡公教中学擔任華文教師一年，在檳城鐘靈中學出任華文科主任及教務主任合共五年。
1947年起暫居於香港，翌年香港中勝唱片公司為他錄製了兩張唱片，是他首次灌錄唱片。當時香港電台及麗的呼聲也開設其古箏獨奏的定期廣播節目，歷時一年。1940年代前香港社會並不重視古箏音樂，陳蕾士被視為首位到香港推廣古箏的大師級演奏家，與其後的陳漢光等重要推廣者均來自潮州。:16,22,26-27
後曾赴英國倫敦大學，一說任語言學研究員，一說研究東方音樂兩年。約1950-51年（一說1957年），當時英國牛津大學學者埃貢·韋勒斯正編製一份世界音樂史唱片教材《The History of Music in Sound》（有聲的世界音樂史），由HMV公司及牛津大學聯合出版，陳蕾士負責當中的中國古箏演奏部分及提供相關資料，他演奏的三首箏曲《醉翁操》、《浪淘沙》、《南進宮》收錄於第一卷《Ancient & Oriental Music》（古樂及東方音樂）。另有報刊對他的介紹中提到，《大英百科全書》（所指版本不明）的「古箏」項將他列為南派演奏家的代表人物。
約1951年再到馬來西亞定居，1956年起在麻坡中化中学擔任文史教師，在該校任教近二十年，亦曾擔任麻坡潮州會館義務秘書等華僑團體職務。期間除了在星馬地區，亦曾應邀到英國、美國、法國、德國、意大利、比利時、瑞士、韓國、日本、台灣等地演奏、進行關於中樂的演講或遊學，並搜集散失於歐洲的中樂史料，歷任多國中樂團體的顧問。曾任亞洲音樂協會（1971年成立於日本）籌備委員、理事。當時陳蕾士的書法在星馬地區亦有名氣，麻坡中化中学校舍前的校訓「禮義廉恥」亦是其手筆。
1969年末，陳蕾士首次應其友梁在平之邀赴台灣演出，其後數年間多次在台灣演出及作短期教學。約1975年，先後在當地的國立藝術專科學校（今國立臺灣藝術大學）、中國文化大學擔任外聘教授；與當地古琴演奏家孫毓芹成為好友。1976年再赴香港，自此在香港中文大學音樂系擔任中國音樂史及中國音樂專論講師多年，培育了不少學生，期間曾一度兼任該校中國音樂資料館第二任館長；曾獲委任為教育司署音樂教材審查委員等公職。在香港時常與古琴演奏家蔡德允交流，又得蔡春福之孫蔡昌壽協助維修樂器。:27,37
1987年，已退休的陳蕾士從香港重返馬來西亞，曾居於吉打州雙溪大年，2004年再次遷至馬六甲。2010年1月12日於吉隆坡病逝，享年約91或92歲，身後葬於馬六甲。

## 音樂風格
學者吳贛伯稱陳蕾士為「潮樂箏家」，指他多演奏潮樂、粵樂，會將琴譜改編為箏曲；自成一格，並非完全依照潮樂音律。學者樊慰慈把陳蕾士的改編作品歸納出三種特色，包括以實音取代泛音；對古琴按音的處理；明快的節奏性。
陳蕾士曾自編《薇齋古箏曲六十首目錄（雅樂民樂改編）》小冊子，收錄了絕大部分他所擅長的箏曲。
陳蕾士為了增添聽眾對箏曲的新鮮感，曾經嘗試以不鏽鋼弦線進行彈奏。

## 著作

### 音樂研究
陳蕾士的主要學術著作為《潮樂絕譜二四譜源流考》（1978年香港書店出版），該書的主題是潮州音樂「二四谱」的源流，陳蕾士的觀點是反對「古琴說」，主張「古箏說」；他把二四譜與《敦煌琵琶譜》等諸多古樂譜進行比較，認為二四譜「與日本箏譜同源」、「與唐箏定弦吻合」:89。
其他著作有《古詞樂譜》（1974年李氏基金贊助出版）。其他專論文章舉例如下：
- 《箏的起源及演變》（1975年，收錄於台北市潮州同鄉會《潮州文獻》第一卷第二期）
- 《古箏的流派》（1977年，收錄於高雄市潮汕同鄉會《會訊》第七期）
- 《中國音樂的文化傳統及其價值》（1982年，收錄於高雄市潮汕同鄉會《會訊》第八期）
- 《潮州音樂的種類及其歷史性》（1991年，收錄於《北馬潮安同鄉會成立四十週年紀念特刊》等刊物）
- 《潮州音樂的繼往與開來》（1993年，收錄於暨南大学出版社《潮州學國際研討會論文集》）

### 詩作
陳蕾士亦擅長寫詩，曾出版以下詩集：
- 《乘桴集》（1953年，檳城益華印務局出版[17]；1961年，香港高原出版社出版[1][18]）
- 《薇齋詩》（1974年，香港書店出版[1][19]）

另有自編的《薇齋詩補遺》，未有出版。

### 其他
1951年陳蕾士遊歷歐洲後，著有遊記《歐遊鱗爪》（新加坡國民印務公司出版）。書法方面曾出版《蕾士記遊詩帖》。

## 個人專輯
香港、台灣、新加坡、美國等地都有發行陳蕾士的演奏專輯。舉例如下：
| 唱片名稱                                                     | 發行時期 | 唱片公司            | 備註                                                                 |
| ------------------------------------------------------------ | -------- | ------------------- | -------------------------------------------------------------------- |
| 不明                                                         | 1948年   | 中勝（香港）        | 78轉黑膠唱片。                                                       |
| 不明                                                         | 1948年   | 中勝（香港）        | 78轉黑膠唱片。                                                       |
| 陳蕾士古箏獨奏集 （The Master Pieces Of Chinese Cheng Solo） | 1971年   | 四海（台灣）        | 1969年12月在日本講學期間，應演奏家梁在平之邀赴台灣演出，並灌錄唱片。 |
| 古箏名曲 第一輯                                              | 不明     | 聲美（台灣）        |                                                                      |
| 古箏名曲 第二輯                                              | 不明     | 聲美（台灣）        |                                                                      |
| 古箏經典——陳蕾士獨奏                                         | 不明     | CST MUSIC（吉隆坡） |                                                                      |
| 春江花月夜 陳蕾士古箏獨奏選集                                | 1970年代 | 麗風（香港）        | 有黑膠唱片及錄音帶版本（1975年）。另有吉隆坡京華唱片等發行版本。     |
| 柳青娘·陳蕾士古箏專輯（一）                                  | 1990年代 |                     |                                                                      |
| 浪淘沙·陳蕾士古箏專輯（二）                                  | 1990年代 |                     |                                                                      |
| 潯陽夜月·陳蕾士古箏專輯                                      | 1990年代 |                     |                                                                      |
| 國樂選粹                                                     | 1990年代 |                     |                                                                      |
| Louis CHEN Plays Zheng Solos （陳蕾士古箏演奏）              | 1997年   | 雨果（香港）        | 1996年12月錄製於馬來西亞檳城。封面有年齡相約的漢學家饒宗頤題字。     |

## 趣聞與軼聞
1980年代，任教於香港中文大學的當地詩人黃國彬欣賞陳蕾士的古箏演奏後，寫成新詩《聽陳蕾士的琴箏》，描寫他所感受到的意境（收錄於1983年出版的詩集《吐露港日月》）。此詩在1990年代至2006年被香港考評局選定為香港中學會考的中國語文科範文之一，因內容對中學生來說甚為艱深，讓該時期的學生留下深刻印象，被坊間以「夢魘」一類的字眼形容。2020年，一本以港式粵語改寫過往中學中國語文科範文的書籍出版，書名《香港語文──聽陳蕾士嘅秘密》正是演變自此詩名稱，可見此詩的代表性。
據其女兒憶述，陳蕾士與馬來西亞教育家、拿督沈慕羽是相識多年的好友。
據2010年出版的《潮汕民俗大典》，陳蕾士亦擅長潮汕謎藝，謎號「飛影山人」。他年輕時（中華民國大陸時期）在家鄉曾被發現藏有一條謎語草稿，謎面為「二十八加一」，謎底為「共」字，因而被指控裡通共黨，面臨槍斃，後得親朋在政府部門為他疏通了事。